# Facidia sassana
Facidia sassana là một loài bướm đêm trong họ Erebidae.